# Arquipélago de Taiwan

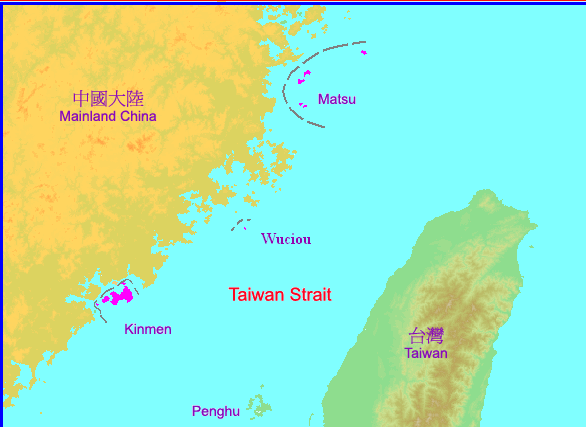
Mapa de localização de ilhas periféricas administradas por Taiwan

Arquipélago de Taiwan é um arquipélago no oeste do Pacífico Norte. 
Trata-se de um arquipélago sob a administração da República da China, vulgarmente conhecida como "Taiwan". A Ilha Formosa ou Ilha de Taiwan é a maior ilha e o principal componente dos territórios controlados pela República da China, bem como outras 15 ilhas menores que encontram-se ao seu redor. Há também outras ilhas que são reivindicadas pela República da China, mas não administradas, como as Ilhas Senkaku e a maior parte das Ilhas do Mar da China Meridional.

## Arquipélago de Taiwan
| Nome    | Chines | Mandarim (Pinyin) | Taiwanês (Pe̍h-ōe-jī) | Hakka (Pha̍k-fa-sṳ) | Outro nome | Ilhas principais                                                 | Divisão               |
| ------- | ------ | ----------------- | -------------------- | ------------------ | ---------- | ---------------------------------------------------------------- | --------------------- |
| Taiwan  | 臺灣   | Táiwān            | Tâi-oân              | Thòi-vàn           | Formosa    | Taiwan, Ilha das Orquídeas, Ilha Verde, Ilha Lamay, Ilha Guishan | Múltipla              |
| Penghu  | 澎湖   | Pénghú            | Phêⁿ-ô               | Phàng-fù           | Pescadores | Penghu, Xiyu, Baisha, Qimei, Wang'an                             | Condado de Penghu     |
| Kinmen  | 金門   | Jīnmén            | Kim-mn̂g              | Kîm-mùn            | Quemoy     | Kinmen, Lieyu, Dadan, Erdan                                      | Condado de Kinmen     |
| Matsu   | 馬祖   | Mǎzǔ              | Má-chó͘               | Mâ-chú             |            | Nangan, Beigan, Dongyin, Xiyin, Dongju, Xiju                     | Condado de Lienchiang |
| Wuqiu   | 烏坵   | Wūqiū             | O·-kiu               | Vû-hiu             |            | Daqiu, Xiaoqiu                                                   | Condado de Kinmen     |
| Dongsha | 東沙   | Dōngshā           | Tang-soa             | Tûng-sâ            | Pratas     | Todas Ilhas Dongsha                                              | Kaohsiung             |
| Nansha  | 南沙   | Nánshā            | Lâm-soa              | Nàm-sâ             | Spratly    | Ilha Taiping , Chungchou Reef                                    | Kaohsiung             |